# Jeffrey Gitomer
Jeffrey Gitomer (West Palm Beach, Flórida, 11 de fevereiro de 1946) é um empresário, escritor, palestrante motivacional e business trainer estadunidense. É autor de diversos livros best-seller sobre vendas e marketing.